# Myxidium
Myxidium là một chi thích ty bào thuộc họ Myxidiidae.
Chi này phân bố toàn cầu.
Loài:
- Myxidium acinum Hine, 1975
- Myxidium adriaticum Lubat, Radujkovic, Marques & Bouix, 1989
- Myxidium rhodei Léger, 1905